# Naberius

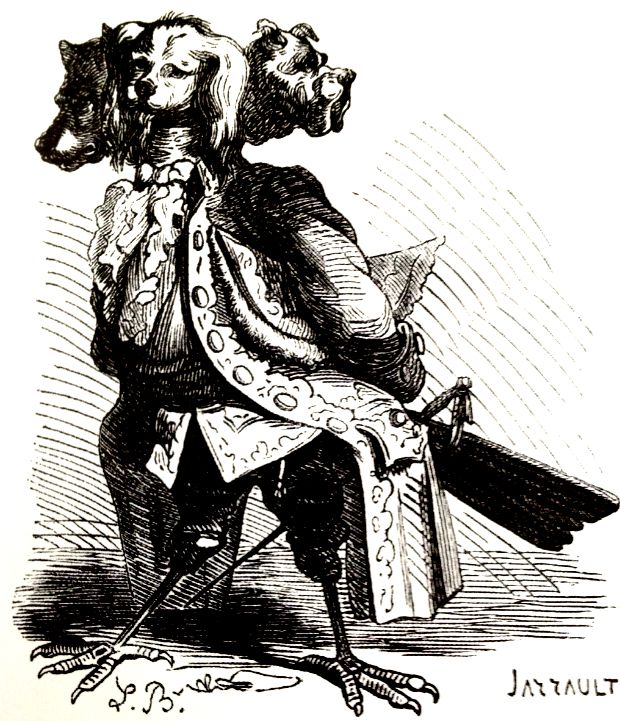
Naberius raffigurato nel Dizionario infernale di Jacques Collin de Plancy (disegno di Louis Le Breton, incisione di Jarrault)

Naberius è un demone, menzionato per la prima volta da Johann Wier nel 1583. È presumibilmente il più valoroso marchese dell'Inferno, al comando di diciannove legioni di demoni. Parlando con voce roca, rende gli uomini abili in tutte le arti (e scienze, secondo la maggior parte degli autori), in particolare nella retorica. Restituisce anche dignità e onori perduti, anche se, secondo Johann Wier, ne procura la perdita.

## Descrizione
Naberius si presenta come una chimera con tre teste di cane o corvo. Ha una voce rauca ma si presenta come eloquente e amabile. Insegna l'arte di vivere con grazia. Talvolta è anche rappresentato come una gru nera.
Per quanto riguarda il suo nome, non è chiaro se vi sia un'associazione con il greco Cerberus. Si dice che nel 1583 Johann Wier consideri entrambi lo stesso demone. Ha affermato: 
È anche indicato come Cerberus, Cerbere e Naberus.